# Johann Diederich Deimann

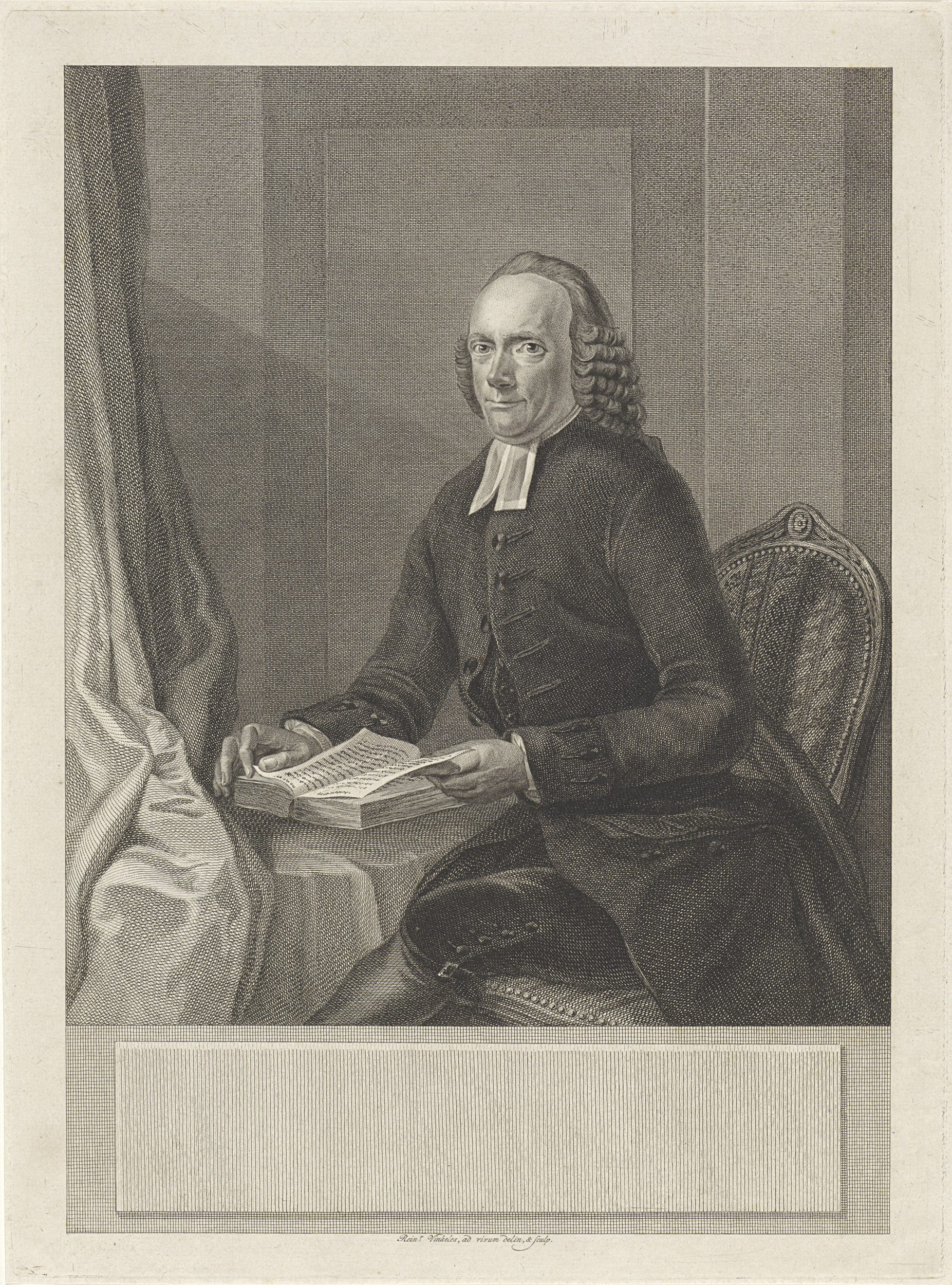
Porträt von Johann Diederich Deimann
(Reinier Vinkeles)

Johann Diederich Deimann (* 9. April 1731 in Hage, Ostfriesland; † 9. April 1783 in Amsterdam; auch Johannes Dieterich, Johann Diedrich, Joannes Dietericus, auch falsch Johann Friedrich) war ein holländischer lutherischer Geistlicher und Prediger. Er gilt als Begründer einer freiheitlicheren Theologie des 18. Jahrhunderts.

## Leben
Deiman wuchs in Hage auf und ging auf die Schule in Norden (Ostfriesland). Er studierte Theologie an der Universität Halle unter Siegmund Jakob Baumgarten. Seine theologische Dissertation veröffentlichte er 1753 unter dem Titel de anypostasia et enypostasia humanae Christi naturae (Druckerei Johann Friedrich Grunert).
Im Jahr 1758 nahm eine Stelle als Prediger in der Gemeinde Zierikzee an. Seine Laufbahn führte ihn über Zwolle und Utrecht bis nach Amsterdam, wo er am 11. Februar 1779 die größte niederländische Gemeinde übernahm.
Sein Bruder Johan Rudolph Deiman war ein bekannter Arzt und Chemiker.

## Werke (Auswahl)
- Das Erdbeben. Eine Ode, Verlag Johann Gottlob Luschky, 1756
- Kort Zamenstel der Christelyke Leere. Utecht 1764
- De Leere der reformeerde Kerk van de verkiezing gevonden worde of niet? in: J.C. Krafft, Onderzoek of Rom, IX - XI
- Katechedische Aanleiding tot de Kennis de Christelyke Leere, Utrecht 1772